# Jaguaraçu
Jaguaraçu este un oraș în Minas Gerais (MG), Brazilia.